# Анута
Анута (на английски: Anuta) е изолиран остров в Меланезия. Той се намира източно от основната верига на архипелага Соломонови острови, северно от Нови Хебриди. На северозапад от острова, на около 500 километра е остров Нендо, най-важният остров от групата Санта Крус, на югозапад, на около 112 километра е остров Тикопия, най-близкият населен до Анута, а на 60 км на югоизток - остров Фатутака. Анута е вулканичен остров, заобиколен на някои места от коралов риф.
Островът за първи път се споменава през 1791 г. и различни обстоятелства водят до неговата изолация. Населението му е 300 души. Най-високата точка на острова е 65 m (213 ft) над морското равнище. Островът е с диаметър само около 750 метра (820 ярда) и площ от 0,4 квадратни километра.